# Ferdinand Hiller
Ferdinand Hiller (Frankfurt am Main, 24 de outubro de 1811 — Colónia, 11 de maio de 1885) foi um compositor e maestro alemão.

## Biografia
Ele nasceu em Frankfurt am Main. Seu primeiro professor foi Aloys Schmitt e, aos 14 anos, suas composições e talento levaram seu pai, um homem de sucesso, a mandá-lo para Johann Nepomuk Hummel em Weimar. Lá ele se dedicou a compor. Entre suas obras estão Entractes, de Maria Stuart, considerando que ela já conhecia Goethe.
Com Hummel, Hiller viajou extensivamente como pianista, tanto que em 1827 fez uma turnê por Viena, onde conheceu Beethoven e compôs seu primeiro Quarteto. Após uma breve visita à sua casa, Hiller foi para Paris em 1829, onde viveu até 1836. Ele voltou a Frankfurt por um período devido à morte de seu pai, mas em 8 de janeiro de 1839 estreou sua ópera La Roinilda em Milão e começou a escrever seu oratório Die Zerstörung Jerusalems.
Em seguida, foi para Leipzig, onde morava seu amigo Mendelssohn, onde em 1843-1844 dirigiu vários concertos na Gewandhaus e terminou seu primeiro oratório. Após uma breve visita à Itália para estudar música sacra, Hiller executou duas óperas, Ein Traum e Conradin, em Dresden em 1845 e 1847, respectivamente. Ele foi como maestro para Düsseldorf em 1847 e Colônia em 1850, e dirigiu a Ópera Italiana em Paris em 1851 e 1852. Em Colônia, ele ganhou destaque como maestro dos concertos de Gürzenich e maestro do conservatório. Em 1884 ele se aposentou e morreu no ano seguinte.
Hiller costumava visitar a Inglaterra. Ele compôs uma peça, Nala, para a abertura do Royal Albert Hall, e Damayanti foi apresentada em Birmingham. Ele deu uma série de recitais de piano de suas próprias composições no Hanover Square Rooms em 1871. Ele tinha um domínio perfeito da técnica de composição e da forma, mas suas obras são geralmente secas. Ele era um pianista e professor, e ocasionalmente um escritor brilhante em assuntos musicais. Entre suas obras, cerca de duzentas, estão seis óperas, dois oratórios, seis ou sete cantatas, muita música de câmara e um concerto para piano até então popular.

## Obras

### Trabalhos de palco
- La Romilda (Gaetano Rossi), ópera dramática (estreada em 8 de janeiro de 1839 em Milão)
- Der Traum der Christnacht (Carl Gollmick), 3 atos (estreado em 9 de abril de 1845 em Dresden)
- Konradin (Robert Reinick) (estreada em 13 de outubro de 1847 em Dresden)
- Der Advokat (Roderich Benedix), ópera cômica, 2 atos (estreada em 21 de dezembro de 1854 em Colônia)
- Die Katakomben  (Moritz Hartmann), ópera dramática, 3 atos (estreada em 15 de fevereiro de 1862 em Wiesbaden)
- Der Deserteur (Ernst Pasqué), ópera dramática, 3 atos (estreada em 17 de fevereiro de 1865 em Colônia)

### Obras orquestrais
- Quatro sinfonias, incluindo
- Sinfonia em mi menor op. 67 (Deve ser primavera)
- Sinfonia em Sol maior (ao ar livre))

### Obras para piano e orquestra
- Concerto para piano n.º 1 em fá menor op. 5
- Concerto para piano n.º 2 em fá sustenido menor op. 69 (estreada em 26 de outubro de 1843 no Gewandhaus em Leipzig)
- Concerto para piano n.º 3 Concerto espressivo em lá bemol maior, op. 170
- Peça de concerto para piano e orquestra op. 113

### Outros trabalhos
- Die Zerstörung Jerusalems (Oratório)
- ABC-Buch für kleine und große Kinder / gezeichnet von Dresdner Künstlern. Mit Erzählungen und Liedern von R. Reinick und Singweisen von Ferdinand Hiller. Wigand, Leipzig 1845 Edição digitalizada da Universidade e Biblioteca Estadual de Düsseldorf
- In: Düsseldorfer Lieder-Album: 6 Lieder mit Pianofortebegleitung. – Düsseldorf: Arnz, 1851. Digitalisierte Ausgabe na Universitäts- und Landesbibliothek Düsseldorf
- Cradle Song (Wiegenlied): für zwei Stimmen mit Klavierbegleitung. Opus 39/7 – G. Schirmer (Breitkopf & Härtel) 1888

## Publicações
- Plaudereien mit Rossini, Kölnische Zeitung, 1855 (como edição em livro em Aus dem Tonleben unserer Zeit, vol. 2, pp. 1–84; Nova edição ed. por Guido Johannes Joerg, Stuttgart 1993 e em: Joerg, 'Göttlicher Meister, ich habe dich verkennung!' – Gioachino Rossini aus der Sicht des frühen biographischen Schrifttums in deutscher Sprache. – Colônia 2019. – Vol. II, pp. 827–846 (introdução), 847–884, 885–905 (apêndices) e vol. III, pp. 517–569 (comentários)).
- Aus dem Tonleben unserer Zeit, 3 Bände, 1868–1871
- Ludwig van Beethoven – gelegentliche Aufsätze, 1871. onlineim IMSLP
- Briefe an eine Ungenannte. Köln 1877
- Künstlerleben, 1880
- Erinnerungsblätter, 1884